# Stimulation des tétons

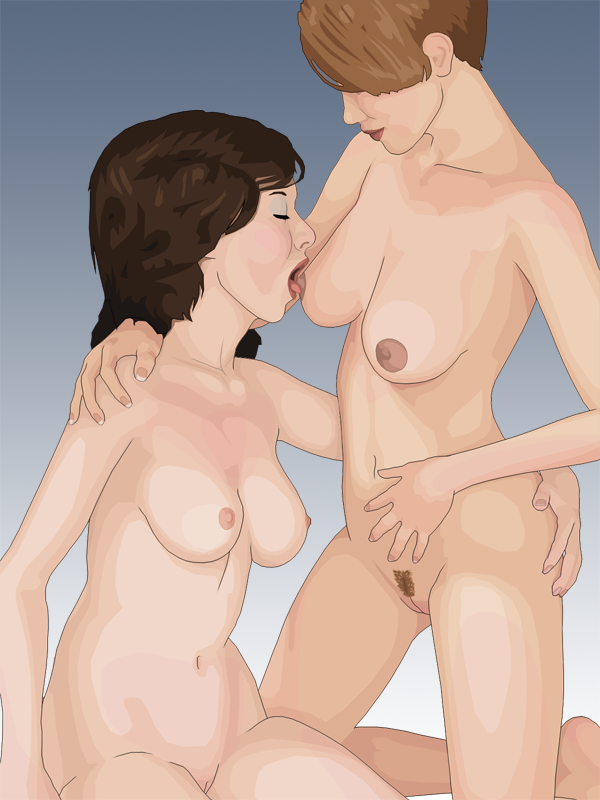
Une femme buccalement stimulée sur ses tétons par une autre.

La stimulation des tétons est un comportement sexuel humain, parfois préliminaire d'une activité sexuelle. Cette pratique peut, être, effectuée avec — ou par — des individus de tout genre ou orientation sexuelle, mais elle est plus communément effectuée sur les femmes. La stimulation du sein et du téton des femmes possède souvent des aspects universellement proches d'activité sexuelle, tandis que chez les hommes, la stimulation des tétons se rapproche d'activités sexuelles avec des partenaires du même sexe.
Le sein/le pectoral masculin, le téton et l'aréole se développent dans le fœtus et durant l'enfance.
Le toucher du sein ou du téton par une autre personne est un indicateur d'intimité, et permet aux seins d'être touchés par confiance ou par soumission. Le toucher des tétons peut être un préliminaire. Les seins, et spécialement les tétons, sont des zones érogènes fragiles, pour les hommes et les femmes, et peuvent provoquer, si correctement stimulés, une excitation sexuelle.

## Techniques
Les tétons peuvent être stimulés buccalement, avec les doigts, la main ou par l'utilisation d'un objet. La stimulation orale impliquerait un partenaire sexuel stimulant les tétons d'un individu en le léchant, suçant, mordant ou soufflant sur les tétons du partenaire. Certains individus ont la capacité de stimuler leurs propres tétons avec leur bouche. D'autres manières de stimuler les tétons incluent le pincement ou le frottement du téton avec la main ou un objet.